# Сучкова, Ната
На́та Сучко́ва (полное имя — Наталья Александровна Сучкова) (род. 12 марта 1976 года, Вологда, СССР) — российская поэтесса, член Союза российских писателей с 1998 года.

## Биография
Ната Сучкова родилась в Вологде. Училась в школе № 24, закончила вологодский филиал МГЮА. Работала юристом в различных фирмах, окончила Литературный институт им. А. М. Горького в Москве в 2006 году. Во время учебы в Вологде посещала литартель «Ступени» (рук. Г. А. Щекина).

## Литературная деятельность
Автор самиздатовских поэтических сборников «Ланолиновый блюз», «Нежнейшая пытка», редактор вологодского альманаха-индикатора «Стрекоза», выходившего в Вологде в 1998—2002 гг. Публиковалась в сборниках «Вавилон», в альманахе «Илья» (как финалист конкурса «Илья-Премия»), в электронном журнале «RITZ», антологии «Нестоличная литература», в сборниках «Братская колыбель» (конкурс «Дебют»). Стипендиат фонда А. Тепфера и Пен-клуба 2000 года. Участник поэтического фестиваля «М8» в Вологде.
В 2010 году в московском издательстве «Воймега» вышла книга Н. Сучковой «Лирический герой». Её презентация прошла 19 мая 2010 г. в Москве, а в июне она вошла в число «пяти книг недели» по версии «НГ-Экслибрис». По итогам года сборник был удостоен Малой премии «Московский счёт» как лучшая дебютная книга.
В 2011 году в московском издательстве «Воймега» вышла вторая книга стихов Н. Сучковой «Деревенская проза». Книга удостоена Специальной премии «Московский счёт» 2011 года. На Международном симпозиуме «Волошинский сентябрь 2012» в номинации «Лучшая поэтическая книга 2011 года на русском языке» Союз российских писателей отметил книгу «Деревенская проза» Специальной премией за «поразительную искренность, сюжетную непредсказуемость и широкий диапазон поэтического инструментария».
В 2020 году в издательстве «Воймега» вышел сборник стихов Наты под названием «Страна».

## [1]Ссылки
- belaya — Живой журнал Наты Сучковой
- На сайте «Полутона»
- В «Журнальном зале»
- На «Литературной карте России»
- Фотографии на сайте «Лица русской литературы»
- На сайте «Вавилон»
- Стихи на сайте «Молодая русская литература»
- Скачать книгу Ната Сучкова «Лирический герой»
- Скачать книгу Ната Сучкова «Деревенская проза»

1. ↑  Денис Липатов. "Там, где снег зарос осокою..." о книге Наты Сучковой "Страна" (рус.) // "Волга" №5-6, 2020. — 2020. Архивировано 27 января 2021 года.